# Pagode de Songyue
Pagode de Songyue chinês simplificado: 嵩岳寺塔, pinyin: sōng-yuè sì-tǎ, construído em 523 EC, está localizado no Mosteiro de Songyue no Monte Song, província de Henan, China.  Construído durante a Dinastia Wei do Norte, este pagode é um dos poucos pagodes existentes que remontam do século VI, na China; e é também o pagode mais antigo pagode de tijolo chinês. A maioria das estruturas da época foram feitas de madeira, sendo portanto poucas aqueles que chegaram até à actualidade.
A difusão do budismo influenciou drasticamente a arquitetura da China. No século VI, o budismo expandiu-se impulsivamente por todo o país: a cultura chinesa ia-se ajustando e adaptando as suas tradições conforme a adoração decorrente do budismo. Os chineses construíram o monte abobadado da estupa no Sul da Ásia para enaltecer as relíquias sagradas do Buda enterradas no seu núcleo.
Os pagodes têm sofrido várias mudanças arquitecturais ao longo dos tempos desde as suas origens budistas da Índia às formas na China. A única forma multifacetada do Templo Songyue, sugere que esta representa uma primeira tentativa de mesclar a arquitetura chinesa de linhas rectas com um estilo circular da arquitetura budista do subcontinente indiano. O perímetro do pagode diminui à medida que se eleva, e isso pode ser visto tanto nas estupas budistas da Índia como na Ásia Central e posteriores pagodes circulares da China.
O Pagode Songyue faz parte do Património Mundial conhecido como Monumentos históricos de Dengfeng na Cidade do Céu e da Terra, registado como tal desde julho de 2010.

## Estilo
O Pagode Songyue, com uma forma única de dodecágono, possui 40 metros de altura e foi construído com tijolo amarelo unidos com argamassa feita com argila. É o mais antigo pagode existente, para além dos construídos de madeira já danificados, e foi edificado durante um período em que, segundo os registos, quase todos os pagodes eram feitos de madeira.
O pagode está assente sobre um pedestal ou embasamento plano feito de ladrilho. O primeiro andar possui uma elevada altura, característica dos pagodes com múltiplos beirais, com balcões que dividem o primeiro piso em duas partes (superior e inferior) e portas direccionadas aos quatro pontos cardeais que relacionam as entradas. As portas em arco ornamentadas e as absides decorativas ou nichos foram primorosamente esculpidas em forma de bules ou leões. As bases das colunas nichadas foram esculpidas com flores de lótus e nos capitéis foram esculpidas representações de flores de lótus e pérolas. O primeiro piso sustenta quinze patamares com tectos muito próximos, alinhados com os beirais e pequenas janelas de transenna. O pagode apresenta beirais profusamente decorados com elegantes suportes de madeira dougong em cada andar. Dentro do pagode a parede tem forma cilíndrica com oito níveis de suportes salientes de pedra, naquilo que foi, provavelmente, um soalho de madeira.
Sob o pagode encontram-se uma série de câmaras funerárias subterrâneas que preservam objetos culturais com os mortos. A câmara mais interna contém relíquias budistas, transcrições de escrituras religiosas e estátuas de Buda.